# A Guy and a Gal
Pour plus de détails, voir Fiche technique et Distribution.
A Guy and a Gal (en suédois : En kille och en tjej) est un film suédois réalisé par Lasse Hallström et sorti en 1975.

## Distribution
- Brasse Brännström : Lasse
- Mariann Rudberg : Lena
- Christer Jonsson : Bosse
- Börje Ahlstedt : le frère de Lasse
- Roland Hedlund : le beau-père de Lena
- Chatarina Larsson : Berit
- Anna Godenius : l'ex de Lasse
- Gun Jönsson : la mère de Lena
- Claire Wikholm : Berit
- Janne Forsell : Guy à la discothèque
- Magnus Härenstam : un invité à la soirée
- Else-Marie Brandt : la mère de Lasse
- Lena T. Hansson : le timide
- Eddie Axberg : un patient à la clinique
- Tomas Bolme : un invité à la soirée TV